# Oidemastis
Oidemastis is een geslacht van vlinders van de familie spinneruilen (Erebidae), uit de onderfamilie Herminiinae.

## Soorten
- O. aeatusalis Walker, 1859
- O. caliginosa Schaus, 1916
- O. dioscura Hampson
- O. mecista Hampson